# Штефан Осуський
Штефан Осуський (словац. Štefan Osuský; 1889–1973) — чехословацький дипломат і політик, а також вчений — доктор філософії та юриспруденції.

## Життєпис
Штефан Осуський народився 31 березня 1889 року в місті Брезова-під-Брадлом Королівства Угорщини, нині в Словаччині.
З 1902 року навчався в лютеранському ліцеї у Прешпороці,теперішній Братиславі. Але у 1905 році був виключений з нього через прояви словацьких патріотичних почуттів. Тому в 1906 році виїхав до США і продовжив своє навчання в Спрінгфілді та Чикаго, вивчаючи богослов'я, природничі науки і право. Він отримав докторський ступінь у 1916 році. У Сполучених Штатах Осуський працював в національних організаціях — спочатку в Чеській національній асоціації, пізніше — в Словацькій лізі США. У 1915 році він заснував газету Slovenské slovo («Словацьке слово») і тижневик Slovenský týždenník («Словацький тижневик»). У 1916 році Штефан Осуський став віце-президентом Словацької ліги, і поїхав до Європи, щоб провести переговори про співпрацю Чехії і Словаччини на принципах Клівлендської угоди.
У Парижі Штефан Осуський почав співпрацювати з Чехословацькою національною радою, метою якої стало створення самостійної держави чехів і словаків після розпаду Австро-Угорської імперії. У 1917—1918 роках він працював директором Чехословацького інформаційного агентства в Женеві. У квітні 1918 року в Римі був представником, разом з Міланом Штефаником, словаків на Конгресі пригноблених народів (англ. Congress of Oppressed Nations). У 1918 році брав участь у створенні Чехословацьких легіонів в Італії.
Після створення Чехословаччини Осуський почав працювати в дипломатичній службі молодої республіки. З жовтня 1918 року обіймав посаду дипломатичного представника країни в Сполученому Королівстві. В якості генерального секретаря Чехословацької делегації у 1919—1920 роках брав участь у Паризькій мирній конференції. 4 червня 1920 року в палаці Великий Тріанон як надзвичайний і повноважний посол Чехословаччини підписував Тріанонський договір з Угорщиною. Брав участь у роботі тільки-но створеної Ліги націй; брав участь у роботі комісії з делімітації, якій було доручено встановлення нових кордонів у Європі.
З 1921 року він працював послом Чехословаччини у Франції, залишаючись на цій посаді аж до початку Другої світової війни. Після розпаду Чехословаччини в березні 1939 року, створював і брав участь в Чехословацькому закордонному опорі. У листопаді 1939 року став членом Чехословацького національного комітету (словац. Národní výbor československý), заснованого Едвардом Бенешем. У липні 1940 року Штефан Осуський був призначений міністром Чехословацького уряду у вигнанні (в Лондоні) та його відносини з Бенешем почали погіршуватися. У березні 1942 року Бенеш відсторонив його від всіх функцій і Осуський пішов з активної політики.
Він почав читати лекції з історії дипломатії та міжнародних відносин в Оксфордському університеті. Навесні 1945 року виїхав до США, ставши професором у Колгейтському університеті в Гамільтоні, штат Нью-Йорк. Після лютневих подій у Чехословаччині в лютому 1948 року, Осуський був активним членом Ради вільної Чехословаччини (словац. Rade slobodného Československa). Також працював журналістом-політологом.
Помер Штефан Осуський 27 вересня 1973 року в місті Херндон, штат Вірджинія. Похований на кладовищі Oak Hill Cemetery у місті Джорджтаун, Вашингтон.

У 1992 році був нагороджений посмертно орденом Томаша Ґарріґа Масарика 1-го ступеня. У 2001 році також посмертно був удостоєний ордена Подвійного білого Хреста 2-го класу.

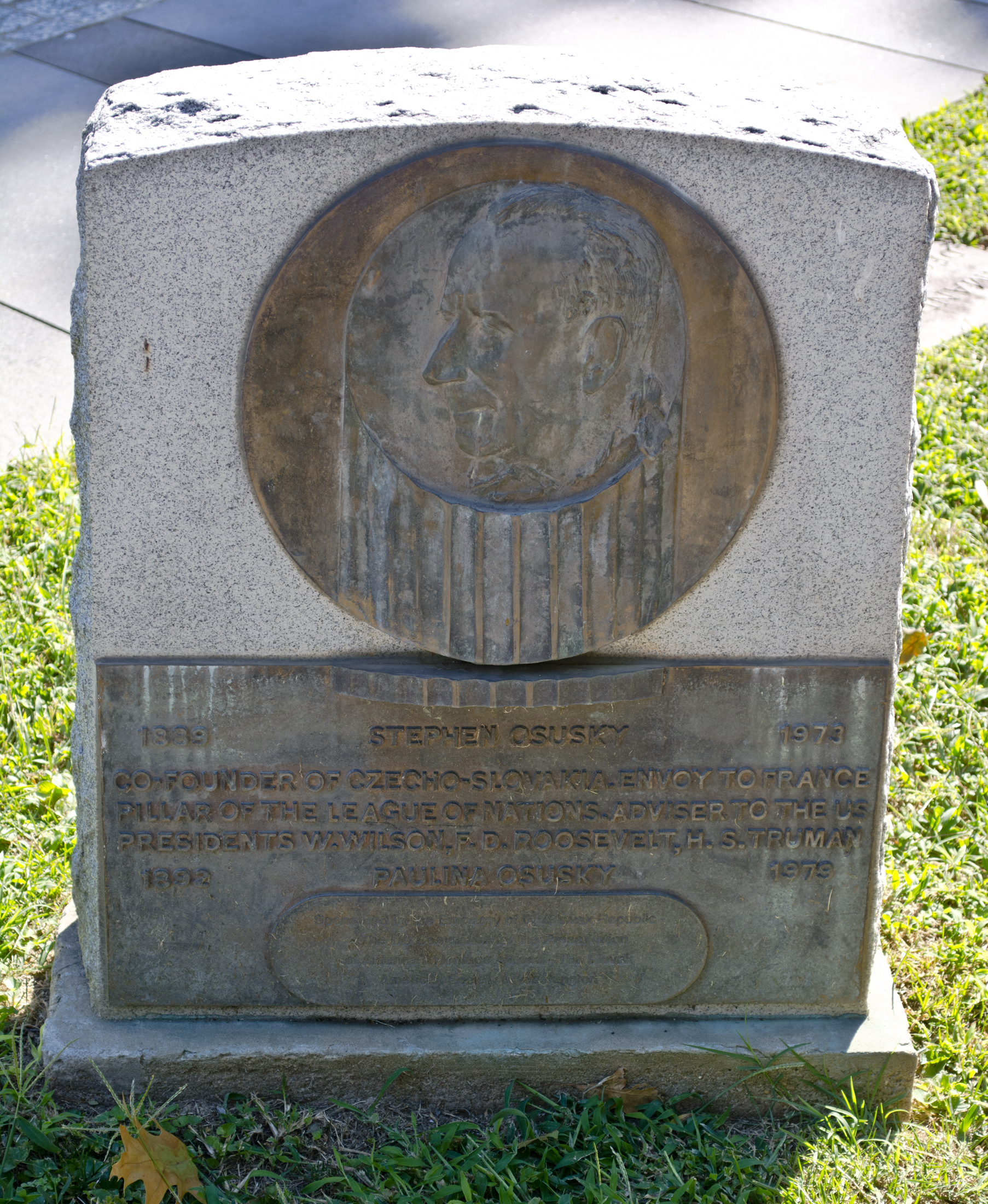
Пам'ятник на могилі в США
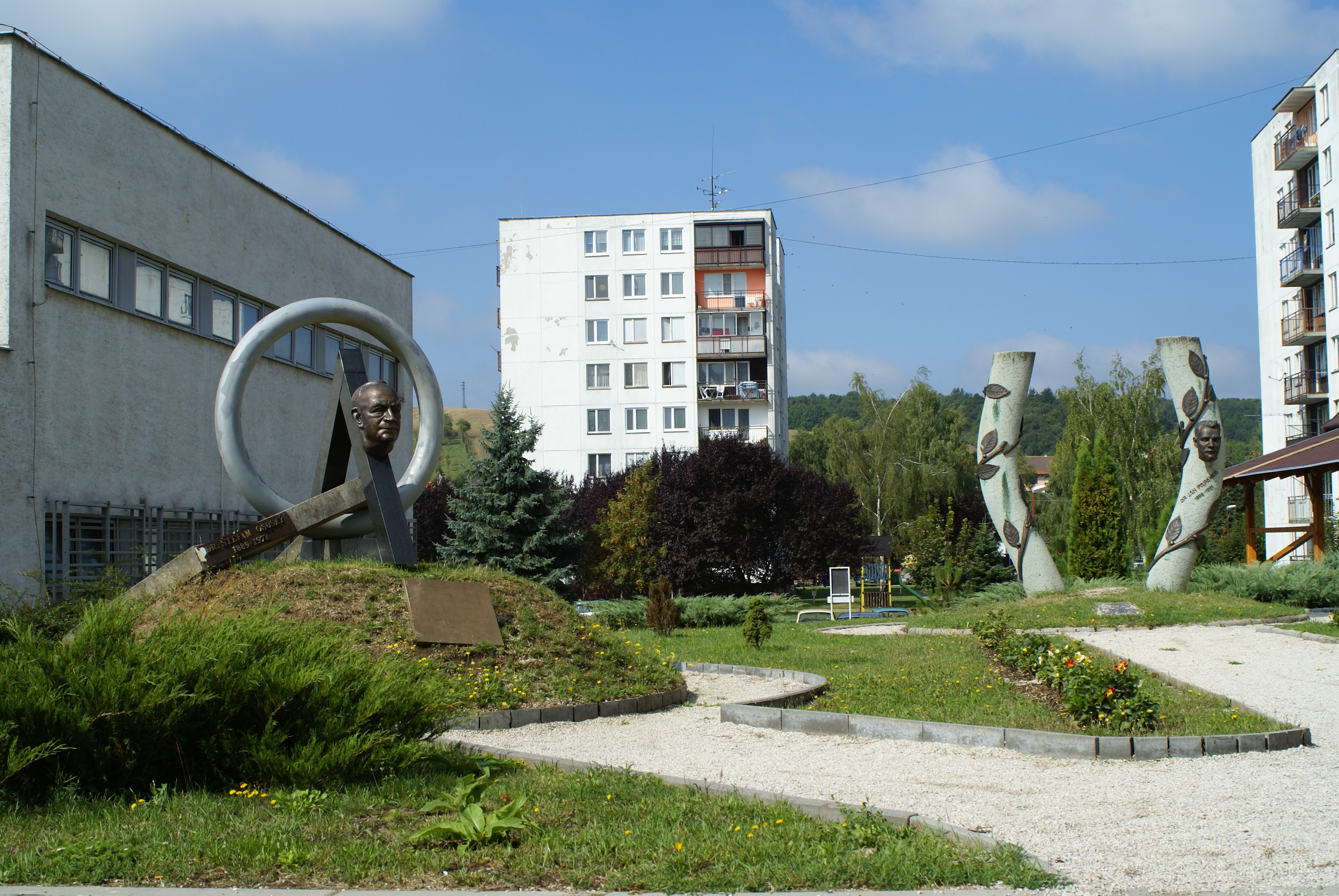
Пам'ятник у Брезова-під-Брадлом в Словаччині